# Prometheus (film)
Prometheus je americký film z roku 2012, který režíroval Ridley Scott. Představuje prequel ke snímku Vetřelec.

## Děj
Většina děje filmu se odehrává v prosinci roku 2093. Doktorka Elizabeth Shawová (Noomi Rapace) a Charlie Holloway (Logan Marshall-Green) přesvědčili miliardáře Petera Waylanda, aby vypravil průzkumnou expedici do hvězdné soustavy, na kterou na několika místech planety našli odkazy v tisíce let starých malbách.
Jediná planeta v této soustavě je schopná udržet život. Na mapě je označena jako LV-223 (ve stejné sluneční soustavě se nachází i LV-426). K této planetě se tedy vydává sedmnáctičlenná posádka ve vesmírné lodi Prometheus. Zde by se podle Shawové a Hollowaye měli setkat s rasou obřích mimozemšťanů (nazývaná Stvořitelé, Strůjci nebo také Inženýři), která údajně stvořila lidskou rasu a možná i celý život na Zemi. Na pustém skalnatém planetoidu najdou tajemnou pyramidu a v ní obrovskou hrobku, kde je ve skále vytesána lidská hlava. Je zde vidět také tisíce podivných hliněných nádob připomínajících urny. Po několika minutách se z nádob začíná valit jakýsi organický černý sliz. U vchodu ještě před tím najdou mrtvé tělo jednoho z mimozemšťanů s useknutou hlavou, kterou poté odnesou do lodi.
Lodní android David však potají vezme do lodi také jednu z nádob. Po jejich odchodu z pyramidy se však dva průzkumníci, kteří se rozhodli odejít do lodi dříve než ostatní členové výpravy, ztratí, a jsou napadeni slizkým tvorem podobným hadovi, který byl dříve červem, jenž zmutoval při styku s černým slizem. Když chtějí na lodi hlavu prozkoumat, objeví na ní jakési nové buňky, které se velmi rychle šíří. Hlava poté exploduje. Elizabeth si myslí, že výbuch zapříčinila nějaká nemoc. Teorie se potvrdí, když spolu mají Holloway a Elizabeth pohlavní styk.

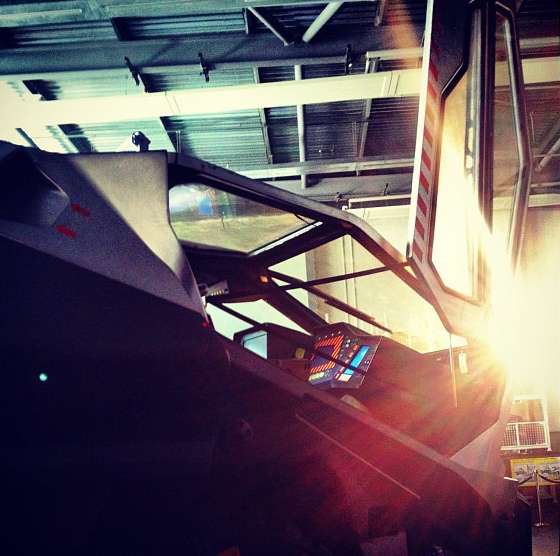
Dopravní modul používaný pro opuštění mateřské lodi Promethea

Ráno si Charlie Holloway v zrcadle všimne v očích malého červa. Když se jdou do pyramidy podívat po dvojici výzkumníků, v hrobce najdou pouze jejich mrtvá těla. Z jícnu jednoho těla vyleze onen had a zmizí v kaluži slizu. Elizabeth si pak všimne, že je Charlie nakažen virem, co způsobil výbuch hlavy strůjce. Když přijdou zpět k lodi, Vickersová nechce Charlieho z důvodu nemoci vpustit na palubu. Holloway se rozhodne obětovat, aby nenakazil další členy posádky, přiměje Vickersovou, ať jej spálí plamenometem. Ráno David pomocí rentgenu zjistí, že je Elizabeth těhotná. Avšak nastává zde problém - zárodek není lidský. Elizabeth si jej pomocí operačního přístroje dá vyoperovat. Z jejího břicha se vynoří slizký tvor podobný malé chobotnici. Shawová unikne a stvůru zamkne v operačním sále. Poté zjistí, že na lodi je sám Weyland a s Davidem se chystají vydat se do pyramidy za posledním mimozemšťanem a dozvědět se tajemství lidského stvoření.
Zatím přichází před bránu lodi Fifield (jeden z dvou vědců), který se ovšem proměnil v mutanta. Ten začne likvidovat posádku lodi. Velitel lodi Janek s přítelem vyzbrojeni plamenometem a laserovnicí jej jdou zneškodnit, což se jim nakonec podaří. Janek řekne Elizabeth, že ať se stane cokoliv, domů sliz v nádobách brát nemohou a udělá všechno, aby se to nestalo. Expedice vedená Weylandem se nezdaří. Mimozemšťan po probuzení utrhne Davidovi hlavu (David jakožto robot žije dál) a vyvraždí zbytek výpravy kromě Elizabeth, která mu uteče. Janek s Vickersovou na radaru vidí, že pod pyramidou je obří kosmická loď. Stvořitel poté uvede loď do chodu. Elizabeth pochopí, že mimozemšťan chce přistát na Zemi, aby virem vyhladil lidstvo. Elizabeth řekne Jankovi, že loď "nese smrt" a míří k Zemi. Janek se dvěma přáteli se rozhodne obětovat pro záchranu lidské rasy, Vickersová s plánem obětovat se nesouhlasí a rozhodne se evakuovat a Janek jí vystřelí záchranný modul. Poté vletí s Prometheem do mimozemské lodi, čímž se zničí a mimozemská loď se vlivem nárazu porouchá a začne padat, zřítí se k zemi a zabije Vickersovou.

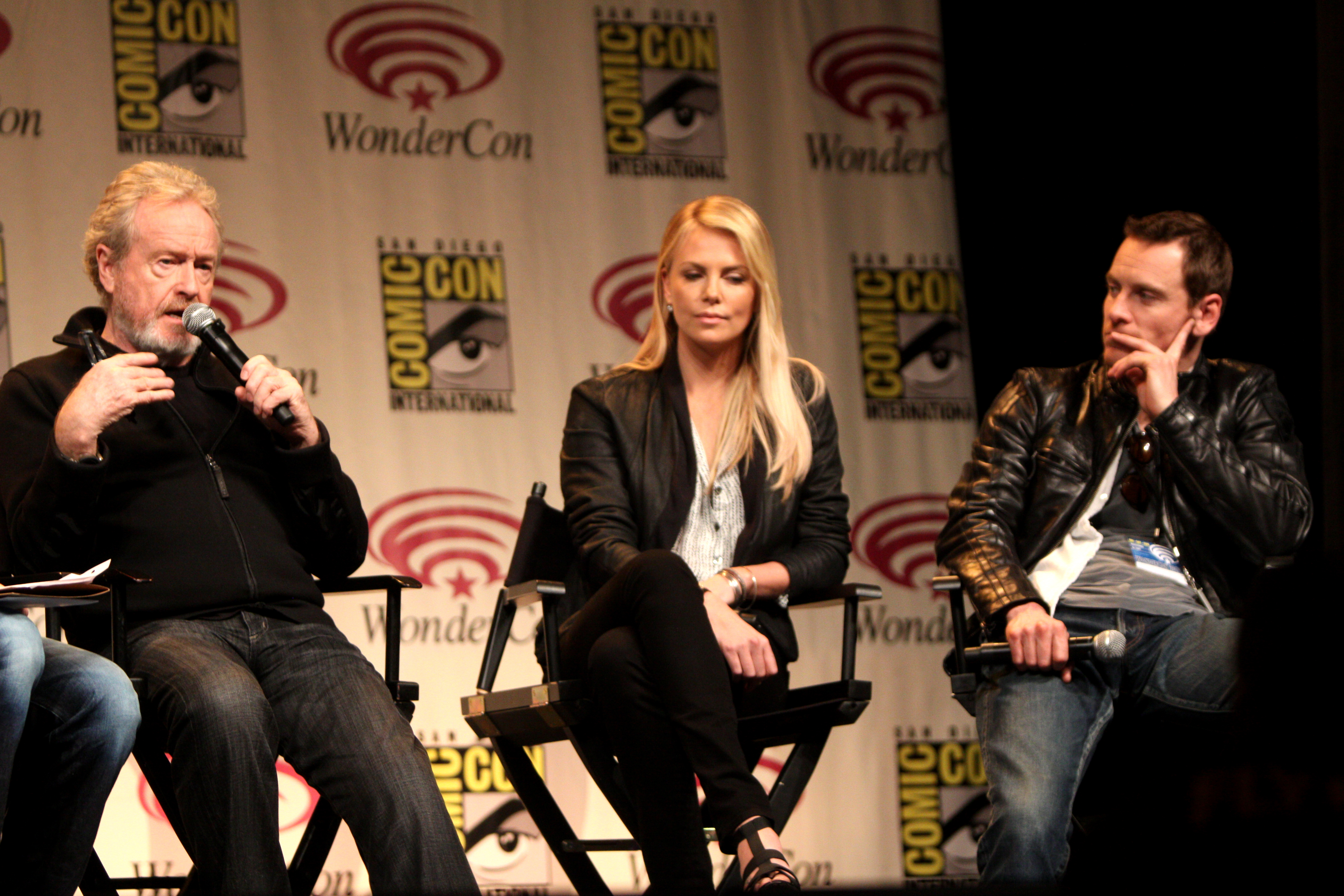
Ridley Scott, Charlize Theronová a Michael Fassbender v březnu 2012, Anaheim

Elizabeth jde do záchranného modulu. Zjistí, že za těch několik minut chobotnice narostla do několika metrů. David ji mezitím zavolá vysílačkou, že mimozemšťan přežil a jde ji zabít. Když obr přijde do modulu, Elizabeth otevře dveře do operační místnosti. Chobotnice mimozemšťana napadne a do úst mu strčí kladélko, Elizabeth zatím uteče. David pak řekne Elizabeth, že to nebyla jediná loď. Jsou tu další a věděl by, jak je řídit. Elizabeth jde pro Davida a oba se vydávají v kosmické lodi hledat domovskou planetu stvořitelů. Film končí scénou, jak se z hrudníku mrtvého stvořitele vylíhne stvoření podobné vetřelci.

## Obsazení
| Noomi Rapace        | Elizabeth  |
| Michael Fassbender  | David      |
| Charlize Theronová  | Vickersová |
| Idris Elba          | Janek      |
| Logan Marshal-Green | Charlie    |
| Guy Pearce          | Weyland    |